# Shame (Robbie Williams & Gary Barlow-sang)
 For alternative betydninger, se Shame. (Se også artikler, som begynder med Shame)
Shame er en sang af Robbie Williams og Gary Barlow, taget fra Williams' Greatest hits 2, In and out of consciousness: The Greatest Hits 1990-2010. Den blev udgivet som den første single fra albummet den 4. oktober 2010 af Virgin Records i Storbritannien. Singlen var første gang, både Barlow og Williams havde arbejdet sammen på en sang, siden Williams' brud med Take That i 1995.

## Baggrund
Processen med Barlow og Williams samarbejdede begyndte igen i februar 2010 i Los Angeles. Singlen blev bekræftet af Barlow at være skrevet på under en time i et tomt studie, og hjulpet både ham selv og Williams for at slå en streg over deres 10 år lange fejde, efter Williams forlod Take That. Samme dag, sangen blev frigivet til radio og medier, blev den spillet 694 gange i radioen og 153 gange på TV.